# Тархов, Виктор Алексеевич
Ви́ктор Алексе́евич Та́рхов (24 сентября 1913 — 9 января 2010) — доктор юридических наук, профессор, Заслуженный деятель науки РСФСР, Почетный работник высшего профессионального образования РФ. Основатель саратовской школы гражданского права (совместно с Ю. Х. Калмыковым). Специалист в области гражданского, семейного и римского частного права.

## Биография
Виктор Алексеевич Тархов родился 24 сентября 1913 года в г. Одессе.
- 1915 г. — переезд в Екатеринодар (ныне Краснодар), где проходят его школьные годы.
- 1929—1935 годы — работа в колхозе на хуторе Волкорезов Горяче-Ключевского района.
- 1935—1939 годы — учёба в Саратовском юридическом институте.
- 29 июня 1942 года — 5 июня 1946 года — участвовал в Великой Отечественной войне, служил в военном трибунале. Демобилизован в звании майора юстиции[1]. Награждён одиннадцатью медалями.
- 1946 г. — ассистент на кафедре гражданского права Саратовского юридического института.
- 1947 г. — старший преподаватель. Читал курс лекций по римскому частному праву
- 1949—1952 годы — заведующий кафедрой гражданского права и процесса.
- 1952 г. — защита кандидатской диссертации на тему «Право личной собственности в СССР (понятие и содержание)». Назначение деканом судебно-следственного факультета.
- 1953 г. — Министерством высшего образования СССР В. А. Тархов командируется в ГДР для чтения лекций по гражданскому и семейному праву, а также для проведения семинаров с преподавателями Берлинского и Лейпцигского университетов. Занятия с преподавателями проводились также в университетах Гааги, Йены и Бабельсбергской академии.
- 1954 г. — избирается на должность доцента, и в этом же году ВАК утверждает его в ученом звании доцента по кафедре «советское гражданское право».
- 1955—1961 годы — заместитель директора по учебной и научной работе Саратовского юридического института.
- 1966 г. — защита докторской диссертации на тему «Охрана имущественных прав трудящихся по советскому гражданскому законодательству»[2].
- 1967 г. — присуждение степени доктора юридических наук.
- 1968 г. — присвоение звания профессора. В том же году он назначается проректором института по научной работе.

Являлся профессором на кафедре предпринимательского права Саратовской государственной академии права.
Всего Тарховым написано более 200 научных работ, из которых опубликовано свыше 120. Им подготовлено 20 аспирантов с защитой диссертации, из них 8 стали докторами юридических наук.
Умер 9 января 2010 года на 97-м году жизни в Саратове.

## Критика научных оппонентов
Критике подвергалась идея В. А. Тархова о том, что руководящие разъяснения Пленума Верховного Суда СССР и Пленумов Верховных судов союзных республик относятся к числу источников гражданского права. Так, кандидаты юридических наук А. А. Травкин и М. Ф. Медведев указывают на то, что:

Право заниматься правотворческой деятельностью Верховному Суду законом не предоставлено. А потому его акты не могут быть отнесены к числу источников права. Неубедительно предлагаемое автором сопоставление Верховных судов с центральными отраслевыми органами государственного управления (министерствами и ведомствами), в том числе и с Госарбитражем при Совете Министров СССР. Закон не предоставляет Верховным судам права издавать подзаконные нормативные акты в пределах своих полномочий.

## Награды
- Орден Почёта (1997)[5]
- Медаль «За победу над Германией в Великой Отечественной войне 1941—1945 гг.»[1]
- Заслуженный деятель науки РСФСР (1982)
- Почетный работник высшего профессионального образования Российской Федерации
- Отличник высшей школы СССР
- Медали

## Публикации

### Книги
- Тархов В. А. Советское гражданское право. Часть вторая. — Саратов: СГУ, 1979. — 231 с.
- Тархов В. А. Ответственность по советскому гражданскому праву. — Саратов: СГУ, 1973. — 456 с.
- Тархов В. А., Цыбуленко З. И. Сотрудничество социалистических предприятий при исполнении хозяйственных обязательств. — Саратов: СГУ, 1988. — 177 с.
- Тархов В. А. Советское семейное право. — Саратов: СГУ, 1963. — 102 с.
- Тархов В. А. Понятие гражданского права. — Саратов: СГУ, 1987. — 160 с.
- Тархов В. А. Гражданское право: общая часть (Курс лекций) / ред. В. А. Рыбаков. — Чебоксары: Чувашское кн. изд-во, 1997. — 331 с. — 5000 экз. — ISBN 5767009988.
- Тархов В. А. Цивилистические проблемы правового статуса личности в социалистическом обществе. — Саратов: СГУ, 1982. — 158 с.
- Тархов В. А. Возмещение ущерба, причиненного рабочим и служащим в связи с их работой. — Саратов: СЮИ им. Д. И. Курского, 1963. — 42 с.
- Тархов В. А., Калмыков Ю. Х., Цыбуленко З. И. Гражданское право: учебник для студентов высших учебных заведений, обучающихся по направлению и специальности «Юриспруденция». — Саратов: СГУ, 1995. — Т. 2. — ISBN 5292019380.
- Тархов В. А. Римское частное право: учебное пособие. — ПУЛ, 1994. — 117 с. — ISBN 5779600155.
- Тархов В. А. и др. Гражданское право России. Часть первая. — М.: Юристъ, 2000. — 464 с. — (Institutiones). — 20 000 экз. — ISBN 5-7975-0076-0.

### Статьи
- Тархов В. А., Хмелева Т. И. Жилищное законодательство и судебная практика // Советское государство и право. — 1988. — № 4. — С. 37-41.
- Тархов В. А. К вопросу о правовых отношениях // Правоведение.- 1965. — № 1. — С. 21-27.
- Тархов В. А. К истории цивилистики в Саратове // Гражданское право. — 2008. — № 1. — С. 7-9.
- Тархов В. А. Конституционные отношения // Правоведение. −1981. — № 2. — С. 20-28.
- Тархов В. А. О коллективной (корпоративной) форме собственности // Юрист. −2006. — № 12. — С. 27-29.
- Тархов В. А. О понятии имущественных отношений // Правоведение. — 1962. — № 3. — С. 26-35.
- Тархов В. А. Предмет гражданского права. Имущественные отношения // Гражданское право. — 2009. — № 1. — С. 3-11.
- Тархов В. А. Предмет гражданского права. Личные неимущественные отношения // Гражданское право. — 2009. — № 2. — С. 3-5.

## Знаменитые ученики
- Калмыков, Юрий Хамзатович — доктор юридических наук, профессор, Министр юстиции РФ;
- Баринов, Николай Алексеевич — доктор юридических наук, профессор, Заслуженный юрист РФ;
- Цыбуленко, Зиновий Иванович — доктор юридических наук, профессор, заведующий кафедрой гражданского права СГАП;
- Рыженков, Анатолий Яковлевич — доктор юридических наук, президент Научно-производственного Центра ГРУС;
- Антипов, Николай Петрович — кандидат юридических наук, профессор.